# 코자엘리스포르
코자엘리스포르(Kocaelispor)는 터키 코자엘리 주 이즈미트를 연고지로 한 축구 클럽이다.

## 선수 명단

### 현역
참고: FIFA 자격 규정에 따라 소속된 국가대표팀 국기를 표시합니다. 선수는 복수의 FIFA 비회원국 국적을 가지고 있을 수 있습니다.
| 번호 | 포지션 | 국적       | 이름          |
| ---- | ------ | ---------- | ------------- |
| 10   | FW     |            | 말컹          |
| 11   | MF     | 크로아티아 | 미조 카크타스 |

| 번호 | 포지션 | 국적     | 이름          |
| ---- | ------ | -------- | ------------- |
| 70   | FW     | 튀르키예 | 바르쉬 알르스 |

### 역대
틀:코자엘리스포르
틀:코자엘리스포르 감독